# Diplodocus
Diplodocus, (latin dubbel balk) är ett släkte dinosaurier som levde i Nordamerika under senare delen av jura, för 150 miljoner år sedan. Diploducus är en av de mest välkända dinosaurierna och tillhör ordningen sauropoder inom familjen diplodocider. Nära släktingar var till exempel Apatosaurus, Barosaurus, Seismosaurus och Mamenchisaurus.
Liksom alla andra sauropoder var Diplodocus växtätare. Diplodocus var upp till 30 meter lång och skelettet är det längsta fullständiga man funnit av en dinosaurie. Den var under lång tid den längsta kända dinosaurien, men nya genom fynd under de senaste 30 åren har man hittat den längre dinosaurien Supersaurus. Man har uppskattat att Diplodocus vägde upp till 30 ton. Som jämförelse kan nämnas att Brachiosaurus (som var nästan lika lång) uppskattas ha vägt upp till 75 ton eller kanske ännu mer. 
I förhållande till sin enorma storlek hade djuret ett förbluffande litet huvud med den minsta hjärnan hos dinosaurierna i förhållande till storleken. Diplodocus hade femton halskotor och svansen bestod av uppskattningsvis (eftersom inga fossil med en hel svans bevarad har hittats) mellan sjuttio till nittio kotor. Diplodocus hade fötter som var en meter i diameter. Så som andra sauropoder svalde Diplodocus gastroliter för att kunna mala ned födan. Den hade inga rejäla tänder som den kunde tugga med.
Det allra första exemplaret av Diplodocus fann Earl Douglass och Samuel Wendell Williston i Morrison-formationen i Colorado i USA år 1878, Othniel Charles Marsh beskrev djuret som fick namnet Diplodocus longus, det vill säga "lång dubbelbalk". De hittade då två skallar och en del av svansen. Därefter fann John Bell Hatcher år 1901 ytterligare ett exemplar i Wyoming, D. carnegii. Namnet betyder Andrew Carnegies dubbla balk. Tjugotre år senare, 1924, fann Dr Holland den nya arten D. hayi.

## Diplodocus i populärkulturen
Ett monterat skelett av Diplodocus är utställd i Natural History Museum i London.
Diplodocus var med i TV-serien Dinosauriernas tid 1999.